# 馬齊基
51°28′56″N 28°23′59″E / 51.48222°N 28.39972°E
馬齊基（烏克蘭語：Мацьки），是烏克蘭北部的村莊，隸屬日托米爾州的科羅斯滕區。該村始建於1774年，面積0.73平方公里，海拔高度164米，2001年人口60人，人口密度每平方公里82.76人。